# Gabinetto delle stampe di Bagnacavallo
Il Gabinetto delle Stampe di Bagnacavallo è un fondo di incisioni contemporanee conservate presso il Museo Civico «Le Cappuccine» di Bagnacavallo.
Costituito come sezione autonoma del museo, il Gabinetto delle Stampe è nato nel 1990, quattro anni dopo il lascito testamentario di Emilio Ferroni, un collezionista parmense di origini bagnacavallesi. La sua ricca collezione di grafica d'arte andò ad aggiungersi a un fondo preesistente di un migliaio d'importanti fogli. 

## Descrizione
Allestito negli spazi settecenteschi di un complesso conventuale già appartenuto alle monache clarisse cappuccine (donde il nome del museo), il Gabinetto, oltre al compito istituzionale della conservazione, ospita rassegne espositive, laboratori didattici, convegni e forum sulle tematiche relative all'universo della grafica d'arte, con particolare attenzione alle tecniche calcografiche. Ampliatosi negli anni attraverso acquisizioni e donazioni, il patrimonio del Gabinetto si estende dall'Arte rinascimentale al Contemporaneo, facendone un punto di riferimento primario per il settore.
Fondo stampe antiche
Comprende, tra le incisioni sciolte e quelle contenute all'interno di volumi antichi, un migliaio di fogli databili tra il XV e il XIX secolo. Tra questi spiccano le incisioni della Natività e di San Girolamo opera dello studio di Albrecht Dürer, una raffinata serie di abiti rinascimentali di Heinrich Aldegrever nonché le stampe di Stefano Della Bella, William Hogarth, Piranesi e altri.
Raccolta di incisioni contemporanee
Il Gabinetto possiede attualmente un patrimonio di oltre 12.500 esemplari originali, rappresentativi di 1500 artisti, opportunamente inventariati e digitalizzati, disponibile nel catalogo on line del sito web. Tra i nomi più noti, Renato Bruscaglia, Pietro Diana, Giulio Ruffini e Giuseppe Maestri. Tra le ultime acquisizioni, nel 2021 il museo ha ricevuto in donazione un corpus di 50 opere grafiche di Leonardo Castellani.
Il Gabinetto è inoltre promotore del «Repertorio digitale dell'incisione italiana contemporanea», catalogo generale “dell'operatività incisoria italiana” nato nel 2017. Sono inclusi nel Repertorio gli artisti italiani (o gli stranieri operanti in Italia) che, nel periodo considerato, abbiano mostrato continuità operativa producendo almeno una decina di opere incisorie ed esponendo in mostre personali o collettive di grafica, o siano stati ammessi ad alcune delle principali rassegne specialistiche nazionali.